# 8 Films & more
8 Films & more – album wideo koreańskiej piosenkarki BoA wydany 19 marca 2003 roku.

## Notowania na listach przebojów
| Kraj    | Lista (2003) | Najwyższa pozycja | Certyfikat            |
| ------- | ------------ | ----------------- | --------------------- |
| Japonia | DVD Chart    | 3                 | RIAJ: Japonia – złoto |